# Palagiano

Lage der Gemeinde in der Provinz Tarent

Palagiano ist eine italienische Gemeinde (comune) in der Provinz Tarent in Apulien.

## Geografie
Die Gemeinde hat 15.724 Einwohner (Stand 31. Dezember 2023). Sie erstreckt sich vom Golf von Tarent einige Kilometer nördlich in die Murgia hinein. Palagiano liegt etwa 18 Kilometer nordwestlich von Tarent. Durch das Gemeindegebiet fließen die Flüsse Lato und Lenne.

## Geschichte
Um die erste Jahrtausendwende war Palagiano befestigt und mehrfach belagert worden. Der Ort lag im Herrschaftsbereich der Ottonen, später im Königreich Neapel.

## Verkehr
Im Gemeindegebiet verläuft die Autostrada A14, die von Bologna nach Tarent führt. Ferner durchqueren die Strada Statale 7 und die Strada Statale 106 das Gemeindegebiet.
Den Bahnhof Palagiano-Mottola an der Bahnstrecke Bari–Taranto teilt sich die Gemeinde mit dem Nachbarort Mottola. Der direkt am Golf von Tarent liegende Ortsteil Chiatona hat einen weiteren Bahnhof, der an der Bahnstrecke Taranto–Reggio di Calabria liegt.

## Söhne und Töchter der Gemeinde
- Giuseppe Favale (* 1960), katholischer Geistlicher, Bischof von Conversano-Monopoli
- Michele Perniola (* 1998), Nachwuchssänger